# Collège communautaire

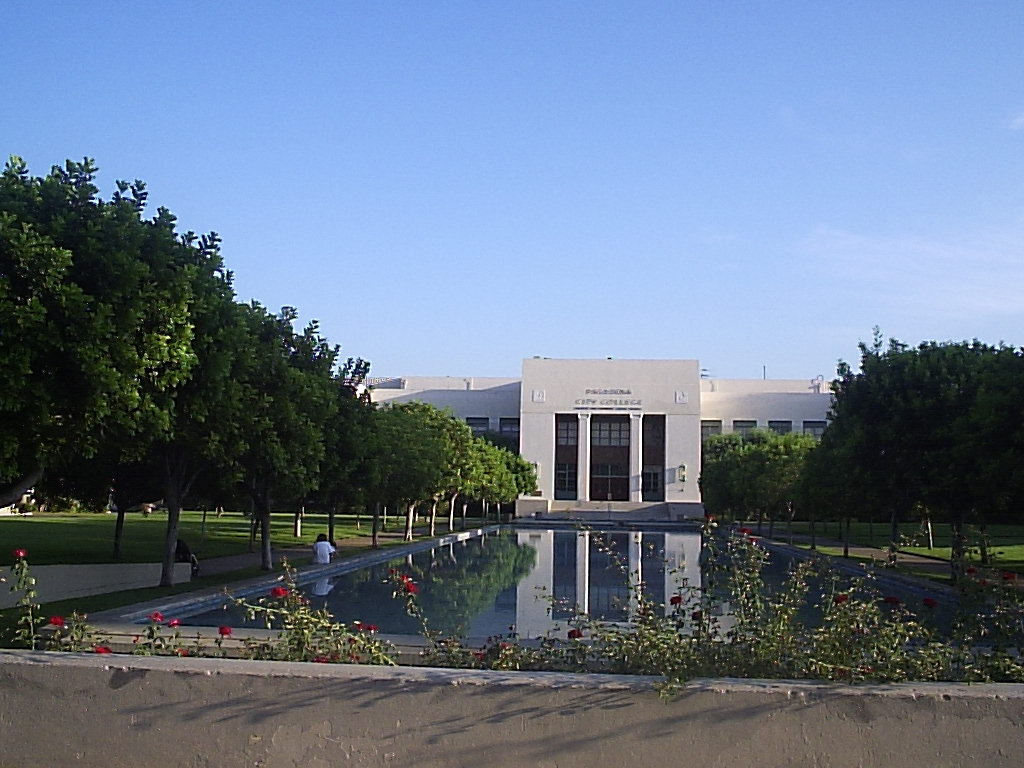
Pasadena City College, un collège communautaire de Pasadena, en Californie.

Un collège communautaire est une institution à vocation éducative au Canada et aux États-Unis. Le sens du terme diffère significativement selon le pays.

## Canada
Les collèges communautaires sont organisés par province :
- Qui enseigne principalement en français :
  - Collège communautaire du Nouveau-Brunswick
- Qui enseigne principalement en anglais :
  - New Brunswick Community College
  - Collège communautaire de la Nouvelle-Écosse
  - Dans la Colombie-Britannique :
    - Vancouver Community College (en)
    - et d'autres institutions privées qui utilisent « Community College » dans leurs noms

  - Au Manitoba :
    - Assiniboine Community College (en)

Le diplôme issu des collèges communautaires au Canada est généralement le Grade d'associé (anglais : Associate degree) pour des programmes à durée de deux ans.
L'enseignement collégial au Québec est similaire au collège communautaire et le Grade d'associé est normalement jugé l'équivalent d'un Diplôme d'études collégiales technique au Québec.
Les collèges (en) (au Canada), principalement les collèges ontariens (en), sont très similaires aux collèges communautaires. Ils se trouvent principalement dans l'ouest du pays.

## États-Unis
Aux États-Unis, les collèges communautaires (autrefois communément appelés « junior colleges ») proposent généralement un cursus de deux années débouchant sur un diplôme. Après ce diplôme, certains étudiants suivent un programme de quatre ans d'arts libéraux en université afin d'y passer de deux à trois ans pour compléter un bachelor's degree (licence)[pas clair], tandis que d'autres rejoignent directement le marché du travail.